# Депенденцијална граматика
Депенденцијална граматика (ДГ) је класа модерних граматичких теорија које се заснивају на односу зависности (за разлику од односа конституентности фразне структуре) и које се могу пратити првенствено до рада Лисијена Тенијера. Зависност је појам да су лингвистичке јединице, нпр. речи, повезане једна са другом усмереним везама. Финитни глагол се узима као структурни центар клаузалне структуре. Све остале синтаксичке јединице (речи) су директно или индиректно повезане са глаголом у смислу усмерених веза, које се називају зависности.
Депенденцијална граматика се разликује од фразне структурне граматике по томе што, иако може да идентификује фразе, тежи да занемари фразне чворове. Депенденцијална структура се одређује односом између речи (главе) и њених зависних елемената. Депенденцијалне структуре су "плиће" од фразних структура, делом зато што им недостаје финитни глаголски фразеолошки конституент, и стога су добро прилагођене за анализу језика са слободним редоследом речи, као што су чешки или варлпири.

## Историјат
Појам зависности између граматичких јединица постоји од најранијих забележених граматика, нпр. Панини, и стога концепт зависности вероватно претходи концепту фразне структуре за много векова. Ибн Мада, лингвиста из 12. века из Кордобе, можда је био први граматичар који је употребио термин зависност у граматичком смислу како га данас користимо. У раним модерним временима, концепт зависности изгледа да је коегзистирао упоредо са концептом фразне структуре, при чему је потоњи ушао у латинске, француске, енглеске и друге граматике из широко распрострањеног проучавања терминске логике антике. Зависност је такође конкретно присутна у радовима Шамуела Брашаија (1800–1897), мађарског лингвисте, Франца Керна (1830–1894), немачког филолога, и Хајмана Харитона Тиктина (1850–1936), румунског лингвисте.
Модерне депенденцијалне граматике, међутим, почињу првенствено радом Лисијена Тенијера. Тенијер је био Француз, полиглота, и професор лингвистике на универзитетима у Стразбуру и Монпељеу. Његово главно дело Éléments de syntaxe structurale објављено је постхумно 1959. године – умро је 1954. Основни приступ синтакси који је развио утицао је на бројне радове у 1960-им. Тенијер је жестоко аргументовао против бинарне поделе субјекат-предикат, преферирајући уместо тога да позиционира глагол као корен све клаузалне структуре. Његов став је био да подела субјекат-предикат потиче од терминске логике и нема место у лингвистици.

## Депенденцијална наспрам фразне структуре
Зависност је однос један-према-један: за сваки елемент (нпр. реч или морф) у реченици, постоји тачно један чвор у структури те реченице који одговара том елементу. Резултат овог односа један-према-један је да су депенденцијалне граматике граматике речи (или морфема). Све што постоји су елементи и зависности које повезују елементе у структуру.
Ова ситуација треба да се упореди са фразном структуром. Фразна структура је однос један-према-један-или-више, што значи да за сваки елемент у реченици постоји један или више чворова у структури који одговарају том елементу. Резултат ове разлике је да су депенденцијалне структуре минималне у поређењу са њиховим фразно-структурним парњацима, јер теже да садрже много мање чворова.
Разлика између депенденцијалних и фразно-структурних граматика проистиче у великој мери из почетне поделе клаузуле. Однос фразне структуре проистиче из почетне бинарне поделе, при чему се клаузула дели на субјекатску именичку фразу (НП) и предикатску глаголску фразу (ВП). Ова подела је присутна у радовима Леонарда Блумфилда и Ноама Чомског. Тенијер је, међутим, одбацио ову поделу, сматрајући глагол кореном целокупне структуре.

## Депенденцијалне граматике
Следећи оквири се заснивају на зависности:
- Алгебарска синтакса
- Операторска граматика
- Линк граматика
- Функционални генеративни опис
- Лексикејс
- Теорија значење-текст
- Граматика речи
- Extensible dependency grammar
- Universal Dependencies

Линк граматика је слична депенденцијалној граматици, али не укључује усмереност између повезаних речи и стога не описује односе глава-зависни. Хибридна депенденцијална/фразно-структурна граматика користи зависности између речи, али такође укључује зависности између фразних чворова, као што је приказано у Куранском арапском депенденцијалном Treebank-у.

## Представљање зависности
Постоје различите конвенције које ДГ користе за представљање зависности. Следеће схеме илуструју неке од ових конвенција:
Репрезентације у (а–д) су стабла. Пуне линије су ивице зависности, а испрекидане линије пројекције. Разлика између (а) и (б) је што (а) користи класу категорије за означавање чворова, док (б) користи саме речи. Стабло (д) апстрахује од линеарног редоследа и одражава само хијерархијски редослед. Лукови са стрелицама у (е) су алтернативна конвенција коју фаворизује Граматика речи. Заграде у (ф) се ретко користе. Увлачења у (г) су још једна конвенција за означавање хијерархије.

## Типови зависности
Депенденцијалне репрезентације приказују синтаксичке зависности, које су у фокусу већине радова. Међутим, оне су само један од три или четири типа зависности. Теорија значење-текст, на пример, наглашава улогу семантичких и морфолошких зависности. Може се признати и четврти тип, прозодијске зависности.

### Семантичке зависности
Семантичке зависности се разумеју у смислу предиката и њихових аргумената. Аргументи предиката су семантички зависни од тог предиката. Често се семантичке зависности преклапају са синтаксичким и показују у истом смеру, али понекад могу имати супротан смер или бити потпуно независне.

### Морфолошке зависности
Морфолошке зависности постоје између речи или делова речи. Када дата реч или део речи утиче на облик друге речи, онда је потоња морфолошки зависна од прве. Слагање и конкорданца су манифестације морфолошких зависности.
Морфолошке зависности играју важну улогу у типолошким студијама, где се језици класификују као претежно head-marking или dependent-marking.

### Прозодијске зависности
Прозодијске зависности се признају да би се прилагодило понашање клитика. Клитик је синтаксички аутономан елемент који је прозодијски зависан од домаћина, тј. формира једну реч са својим домаћином.

### Синтаксичке зависности
Синтаксичке зависности су у фокусу већине радова у ДГ. Како се утврђује присуство и смер синтаксичких зависности често је предмет дебате. Један од корисних принципа је дистрибуција: реч која највише одређује дистрибуцију целе фразе је њен корен.

## Линеарни редослед и дисконтинуитети
Традиционално, ДГ су имале другачији приступ линеарном редоследу (редоследу речи) од фразно-структурних граматика. Депенденцијалне структуре омогућавају лако раздвајање вертикалне димензије (хијерархијски редослед) од хоризонталне (линеарни редослед). Ово је допринело утиску да су ДГ посебно погодне за испитивање језика са слободним редоследом речи.
Ипак, депенденцијалне структуре су способне да истражују и феномене редоследа речи, као што су дисконтинуитети (нпр. топикализација, скремблинг).

## Синтаксичке функције
Традиционално, ДГ су третирале синтаксичке функције (нпр. субјекат, објекат, атрибут) као примитивне. Оне постављају инвентар функција које се могу појавити као ознаке на везама зависности у стаблима.
Овај приступ се разликује од традиционалних фразно-структурних граматика, где се функције изводе из конфигурације (нпр. објекат је НП унутар ВП). Пошто ДГ одбацују постојање финитног ВП конституента, оне не могу дефинисати функције на тај начин.

## Савремени развој и истраживања
Интересовање за депенденцијалну граматику расте, а међународне конференције о депенденцијалној лингвистици (Depling) су релативно недавна појава. Велики део развоја долази из области рачунарске лингвистике, делом захваљујући утицајном раду Дејвида Хејса на машинском превођењу.

### Universal Dependencies
Universal Dependencies (UD) представља међународну иницијативу за стварање treebank-ова светских језика, при чему су они анотирани на кросјезички конзистентан начин. Упркос широкој примени, UD приступ се суочава са критикама, посебно у вези са статусом функционалних речи (помоћних глагола, предлога, везника).

### Dependency Transformer Grammars
Најновији развој представљају Dependency Transformer Grammars (DTGs), нова класа Transformer језичких модела са експлицитним депенденцијалним индуктивним bias-ом. Ови модели симулирају депенденцијалне транзиционе системе и показују побољшану синтаксичку генерализацију.

### Квантитативна анализа
Савремена истраживања све више користе квантитативне методе. Dependency distance (DD), или дужина зависности, представља кључну метрику која мери линеарну удаљеност између главе и зависног елемента. Користи се за анализу утицаја матерњег језика на учење страних језика.

### Кросјезичка истраживања
Истраживања се фокусирају на кросјезичке приступе, као што је побољшање парсирања латинских treebank-ова у UD оквиру, или примена на историјске језике попут средњовековног високог немачког.

## Примена у настави
Модел депенденцијалне граматике данас је доминантан у лингвистичкој германистици и у дидактици немачког као матерњег, а још више као страног језика. Такође се сматра примереним за наставу српскога језика као страног.